# Русвиль
Русвиль (нем. Ruswil) — коммуна в Швейцарии, в кантоне Люцерн. 
Входит в состав округа Зурзее. Население составляет 6364 человека (на 31 декабря 2006 года). Официальный код — 1098.